# جيمس لو
جيمس لو (بالإنجليزية: James Lew)‏ هو لاعب تايكوندو وممثل أمريكي، ولد في 6 سبتمبر 1952 في الولايات المتحدة.

## أعمال

### أفلام
- (2000) إتجار[3][4][5]

## وصلات خارجية
- جيمس لو على موقع IMDb (الإنجليزية)
- جيمس لو على موقع قاعدة بيانات الفيلم (الإنجليزية)